# 联合民主党 (冈比亚)
联合民主党（英語：United Democratic Party，简称UDP）是冈比亚的一个政党，由人权律师乌赛努·达博于1996年创立。在2001年10月18日的总统选举中，他以32.6%的得票率位居第二；在2006年9月22日的总统选举中，他以26.7%的得票率再次位居第二。2002年1月17日的议会选举遭到该党的抵制。在2007年1月25日的议会选举中，该党赢得了48个席位中的4个。
2016年4月，达博因反对叶海亚·贾梅执政政府及其爱国再建同盟的政治活动而入狱后，前UDP财政部长阿达马·巴罗被选为其2016年总统选举的领导人和候选人。随后，UDP成为了反对派联盟的一部分，称为联盟2016，由七个政党组成，联盟支持巴罗作为其候选人。巴罗正式从该党辞职，允许他以正式独立的候选人身份参选，并得到联盟的支持。巴罗随后出人意料地赢得了选举。贾梅拒绝接受选举结果，最后因地区军事干预被迫下台。当巴罗上任时，达博被释放出狱。

## 选举历史

### 总统选举
| 选举日期 | 候选人      | 票数    | 比例   |
| -------- | ----------- | ------- | ------ |
| 1996     | 乌赛努·达博 | 141,387 | 35.84% |
| 2001     | 乌赛努·达博 | 149,448 | 32.59% |
| 2006     | 乌赛努·达博 | 104,808 | 26.7%  |
| 2011     | 乌赛努·达博 | 114,177 | 17.4%  |
| 2016     | 阿达马·巴罗 | 227,708 | 43.3%  |

### 议会选举
| 选举日期 | 得票数  | 得票比例 | 席位    | 选举结果         |
| -------- | ------- | -------- | ------- | ---------------- |
| 1997     | 104,568 | 33.97%   | 7 / 49  | 爱国再建同盟多数 |
| 2002     | 抵制    | 抵制     | 0 / 53  | 爱国再建同盟多数 |
| 2007     | 57,545  | 21.8%    | 4 / 53  | 爱国再建同盟多数 |
| 2012     | 抵制    | 抵制     | 0 / 53  | 爱国再建同盟多数 |
| 2017     | 142,146 | 37.47    | 31 / 58 | 联合民主党多数   |